# François Hanriot

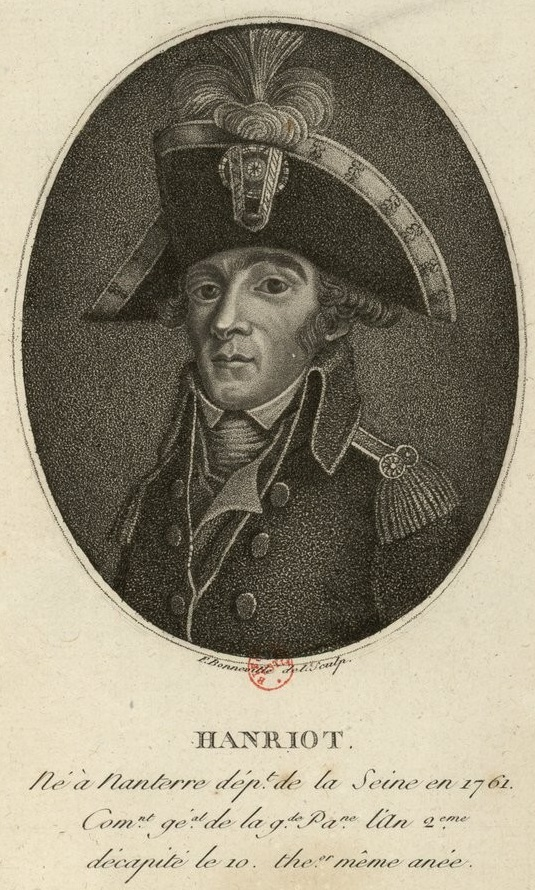
François Hanriot

François Hanriot (ejtsd: franszoá ánrió (Nanterre, 1759. december 3. - Párizs, 1794. július 28.) a francia forradalom egyik szereplője volt.

## Élete

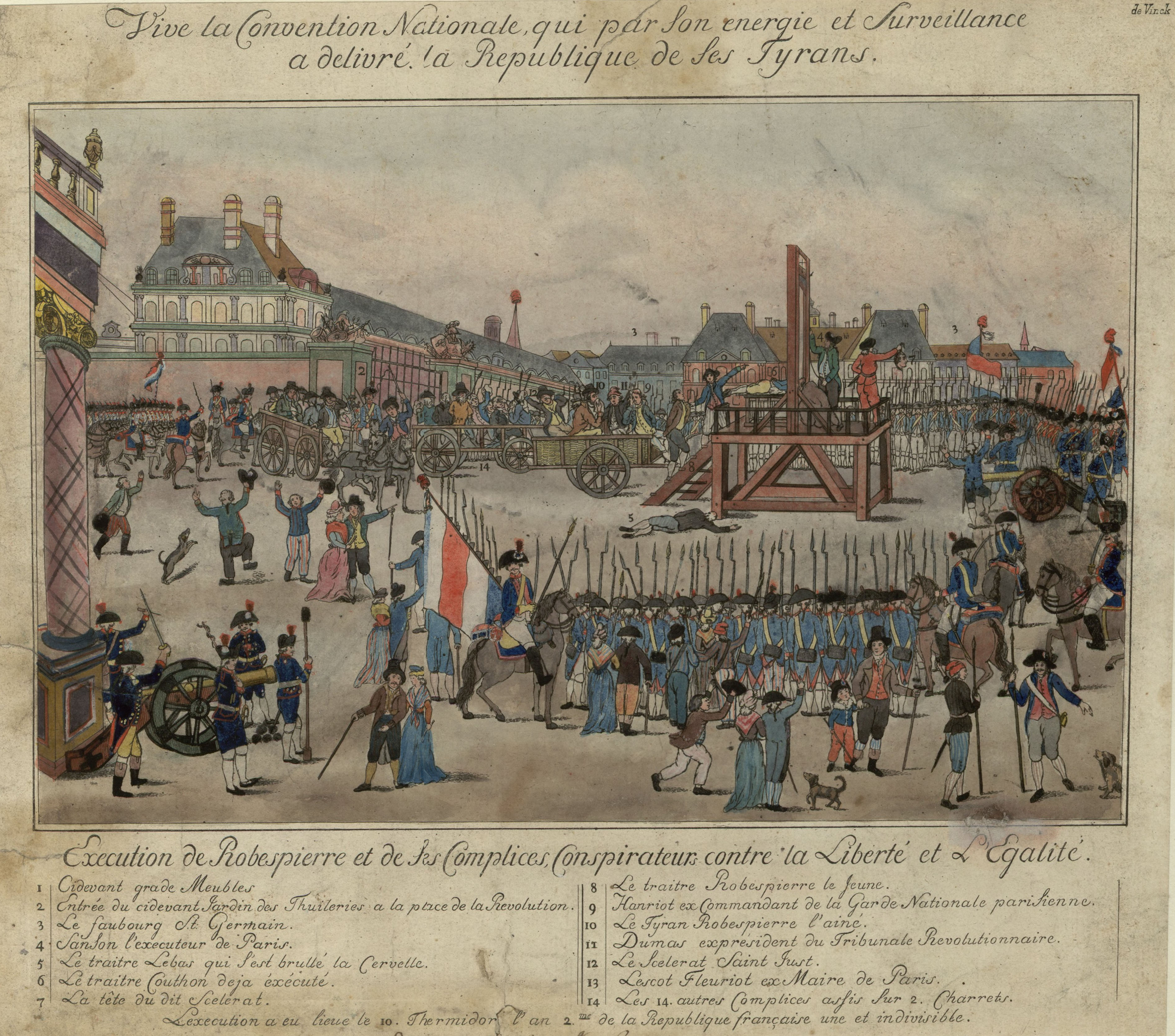
Robespierre és elfogott híveinek, köztük Hanriotnak a kivégzése 1794. július 28-án Párizsban

Hanriot nagyon szegény családban született. A francia forradalom előtt gyakran váltott munkahelyet, de legtöbbször munkanélküli volt, nyomorgott és ivott[forrás?]. 1789-től aztán a sans-culotte-ok egyik szószólója, leghíresebb vezetője lett. 1793-ra az anti-arisztokratikus nézeteiről és a burzsoáziát ostorozó stílusáról lehetett legkönnyebben megismerni. Ez a stílusa hamar a sans-culotte-ok vezetőjévé tette. 
Az 1792-es szeptemberi mészárlásokban való részvétele bebiztosította helyét, mint katona, így válhatott 1793. május 30-án a Párizsi Nemzetőrség parancsnokává. Ezzel a jakobinusok irányítása alá került egy igen veszélyes erő, mely bebiztosította őket Párizsban és június 2-án a girondisták bukását hozta magával. 
1793. július 1-jén őt nevezték ki a párizsi fegyveres erők parancsnokává. 
Az 1794. júliusi thermidori fordulat az ő bukását is magával hozta. Hanriot ekkor azonban már annyira ittas volt, hogy a Konvent emberei könnyedén letartóztatták és Robespierre-rel és híveivel együtt guillotine alá vitték.